# David Frawley

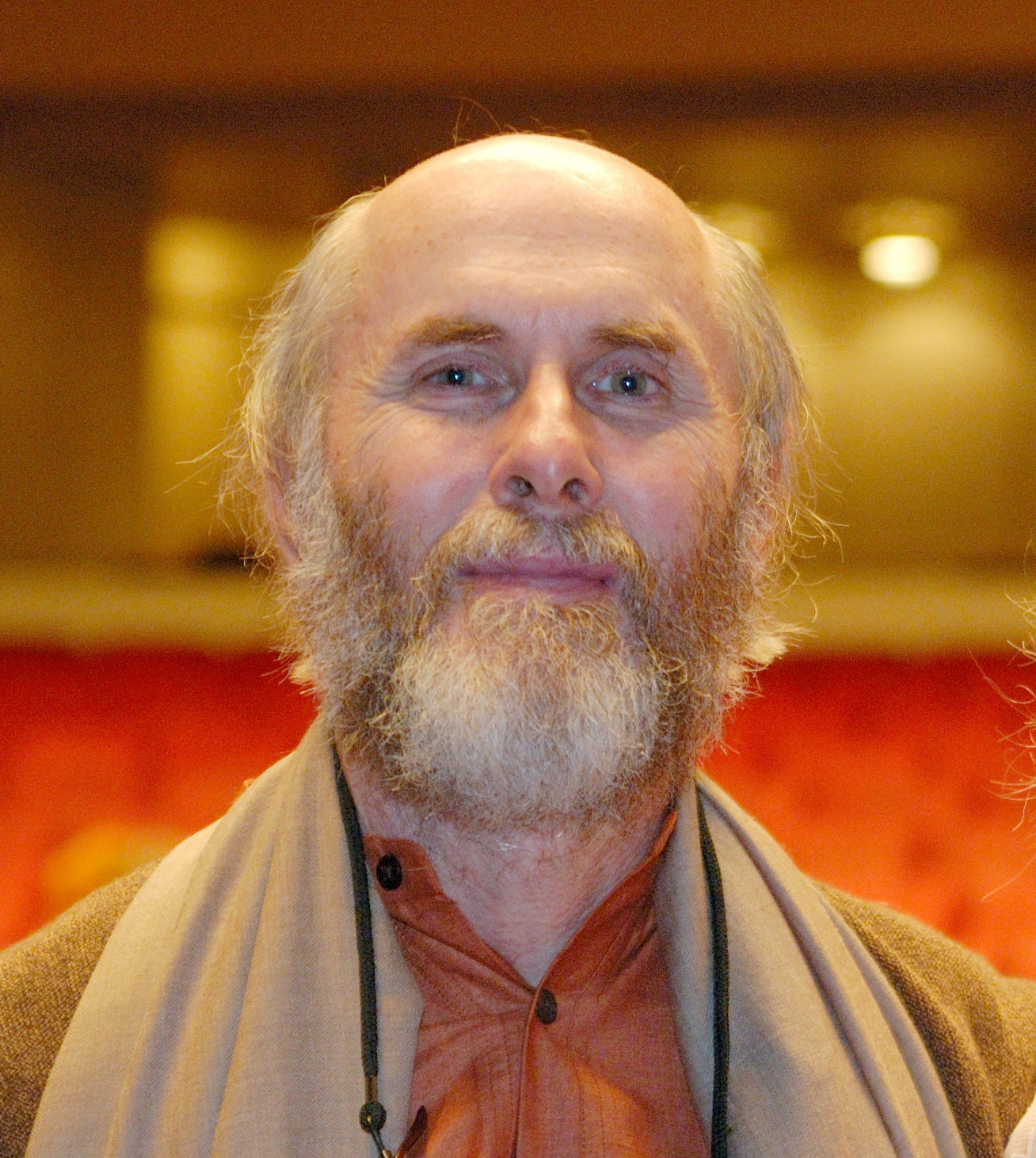
David Frawley

David Frawley, en amerikansk indolog, född 1950, är en av fåtalet västerlänningar som erkänts som skriftlärda och auktoriteter inom hinduismen. 1991 tillerkändes han av gurun Avadhuta Shastri titel Vamadeva Shastri. 1995 förärades han vidare med titeln pandit vid en ceremoni i Bombay. Detta innebär alltså att Frawley själv har konverterat till hinduismen.
I Indien har Frawley fått stor uppmärksamhet för de papper han publicerat i motstånd mot ariska invasionsteorin. Han är chef för American Vedic Institute, Santa Fe, New Mexico, en institution han också grundat.